# استان کیوستندیل

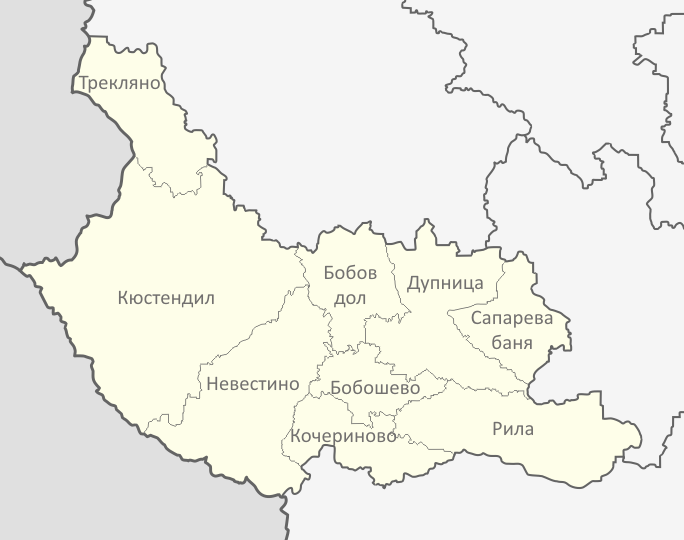

کیوستندیل یکی از استان‌های کشور بلغارستان است. مساحت این استان ۳٬۰۸۴ کیلومتر مربع و جمعیت آن ۱۳۵٬۶۶۴ نفر است.
همچنین مرکز این استان شهر کیوستندیل است.